# Miraz (Friol)
Miraz (llamada oficialmente Santiago de Miraz) es una parroquia española del municipio de Friol, en la provincia de Lugo, Galicia.

## Organización territorial
La parroquia está formada por diez entidades de población, constando seis de ellas en el nomenclátor del Instituto Nacional de Estadística español:

### Entidades de población
Entidades de población que forman parte de la parroquia:
- Curbeiros (Corveiros)
- Curral da Fonte (O Curral da Fonte)
- Florida (A Florida)
- Laxes (As Laxes)
- Pontella (A Pontella)
- Outeiro (O Outeiro)
- Outeiro Grande (O Outeiro Grande)
- Picos (Os Picos)
- Villaldar (Vilaldar)

### Despoblado
Despoblado que forma parte de la parroquia:
- Portoscarros

## Demografía
| Gráfica de evolución demográfica de Miraz entre 2000 y 2021 |
|                                                             |
| Datos según el nomenclátor publicado por el INE.            |